# Annunciazione Doria
L'Annunciazione Doria è un'opera tempera su tavola (118 × 175 cm) di Filippo Lippi, datata tra il 1445 e il 1450 e conservata nella Galleria Doria Pamphilj a Roma.

## Descrizione e stile
La tavola ritenuta in passato opera di bottega, oggi viene assegnata come autografa al Lippi. In essa è rappresentata la scena dell'Annunciazione con l'Angelo che giunge da destra, piuttosto che, com'era consuetudine, da sinistra; forse questo modo venne scelto per poter usufruire dell'illuminazione naturale dell'ambiente cui era destinata l'opera.
La scena, costruita con prospettiva centrale, mostra il momento preciso in cui la Vergine interroga l'Angelo su come essa possa rimanere gravida, avendo fatto voto di castità; essa ha in una mano un libro chiuso e l'altra mano aperta in segno di interrogazione; l'Angelo ha una mano sul petto in segno di saluto, mentre nel cielo si scorgono le mani di Dio che fanno scendere la colomba, simbolo dello Spirito Santo.